# Monolepta apiciventris
Monolepta apiciventris is een keversoort uit de familie bladkevers (Chrysomelidae). De wetenschappelijke naam van de soort werd in 1931 gepubliceerd door V. Laboissière. De soort werd in 1928-29 in Angola verzameld tijdens een Zwitserse wetenschappelijke expeditie onder leiding van Albert Monard.